# Đặc điểm giới tính
Đặc điểm giới tính là các đặc điểm thể chất hoặc hành vi của một sinh vật (điển hình là sinh vật lưỡng hình giới tính) là biểu hiện của giới tính sinh học của nó. Các đặc điểm này có thể bao gồm các cơ quan sinh dục được sử dụng để sinh sản và các đặc điểm giới tính thứ cấp giúp phân biệt giới tính của một loài, nhưng không phải là một phần trực tiếp của hệ thống sinh sản.

## Con người
Ở người, các cơ quan sinh dục hoặc các đặc điểm giới tính chính, mà có sẵn đi kèm với con người khi sinh ra, có thể được phân biệt với các đặc điểm giới tính thứ cấp, phát triển sau này trong cuộc sống, thường là ở tuổi dậy thì. Sự phát triển của cả hai được kiểm soát bởi các hormone giới tính do cơ thể sản xuất sau giai đoạn bào thai ban đầu, nơi sự hiện diện hay vắng mặt của nhiễm sắc thể Y và/hoặc gen SRY quyết định sự phát triển.
Hormone thể hiện sự phân biệt giới tính ở người bao gồm:
- estrogen
- progesterone
- androgen như testosterone

## Động vật không xương sống và thực vật
Ở động vật không xương sống và thực vật, sinh vật lưỡng tính (có cả đặc điểm sinh dục nam và nữ cùng một lúc hoặc trong vòng đời của chúng) là phổ biến, và trong nhiều trường hợp, là chuẩn mực.
Trong các giống khác của đời sống đa bào (ví dụ phân nhánh nấm, Basidiomycota), các đặc tính sinh dục có thể phức tạp hơn nhiều và có thể liên quan đến nhiều hơn hai giới.